# Mutare
Mutare (già Umtali fino al 1982) è la quarta città più popolosa dello Zimbabwe.
È la capitale della provincia del Manicaland.

## Storia
Mutare fu fondata nel 1897, a circa 8 km dal confine con il Mozambico.

## Popolazione
Mutare ha una popolazione di 170 106 abitanti, quasi tutti di etnia Shona. La popolazione è cresciuta rapidamente: era di 69,621 abitanti nel 1982 e di 131,367 nel 1992.